# Maladie de Huntington
Pour les articles homonymes, voir Huntington.
 Mise en garde médicale
La maladie de Huntington (parfois appelée chorée de Huntington) est une maladie héréditaire et rare, qui se traduit par une dégénérescence neurologique provoquant d’importants troubles moteurs, cognitifs et psychiatriques, et évoluant jusqu'à la perte d’autonomie puis la mort. Plusieurs pistes de traitements sont en cours d’expérimentation.
La maladie se développe chez des personnes âgées en moyenne de 40 à 50 ans. Plus rarement, elle se manifeste sous une forme précoce avec l’apparition de premiers symptômes entre 15 et 25 ans.
Ces symptômes ne sont pas tous présents chez tous les malades et diffèrent considérablement selon les cas, certains pouvant être très discrets chez les uns (voire totalement absents) et plus flamboyants chez les autres. On peut les classer en trois grandes familles :
- symptômes moteurs (mouvements irrépressibles de type « chorée », troubles de l’équilibre, difficultés de l’appareil phonatoire avec notamment troubles de l’élocution et de la déglutition) ;
- symptômes cognitifs (troubles de la mémoire, difficultés à organiser les tâches multiples, à manipuler les connaissances acquises, ralentissement du traitement de l'information, dégradation des facultés cognitives aboutissant à un syndrome de démence de type sous-corticale) ;
- symptômes psychiatriques (très grande variété de troubles possibles : anxiété, dépression, désinhibition, agressivité, agitation…).

## Histoire de la maladie
George Huntington, médecin généraliste du XIXe siècle originaire de Long Island (États-Unis), fut l’un des premiers à décrire les symptômes de la maladie qui portera par la suite son nom, lors d’une conférence prononcée le 15 février 1872. Pendant cette conférence, il distingua cette maladie rare, touchant les adultes, héréditaire et incurable, de la chorée infantile d’origine infectieuse, beaucoup plus fréquente, acquise et curable, que l’on appelle chorée de Sydenham, et que l’on a longtemps appelée danse de Saint-Guy. Il convient de l’appeler « maladie de Huntington » et non « chorée de Huntington », dans la mesure où le terme « chorée » désignait cette maladie seulement par l'un de ses symptômes moteurs (qui d'ailleurs peut manquer dans le tableau d'un malade), alors qu'elle provoque en réalité tout un faisceau de symptômes, lesquels constituent une maladie, pas une chorée.

## Prévalence
La maladie de Huntington est une maladie rare dont la prévalence, stable, se maintient entre 5 et 7 malades pour 100 000 au sein de la population caucasienne. On compte environ 6 000 malades en France. Sa prévalence est plus basse dans la plupart des pays asiatiques, et particulièrement au Japon où elle se situe entre 0 et 5 pour 100 000.
Une prévalence plus importante que la moyenne mondiale a en revanche été observée en Tasmanie et au Venezuela, autour du lac de Maracaibo – région où les recherches de terrain ont d’ailleurs permis d’aboutir à la localisation de l’anomalie du gène responsable de la maladie au début des années 1990.

## Signes cliniques
Cette maladie se déclare chez les adultes âgés en moyenne entre 35 et 50 ans. L’âge auquel elle se manifeste diffère considérablement selon les individus. Il existe d’ailleurs des formes plus rares de la maladie précoces (moins de 21 ans), ou au contraire tardives (de 50 à 80 ans).
La progression de la maladie suit un rythme et une forme extrêmement différents d’un individu à l’autre. Les études statistiques évoquent une durée en moyenne d'une vingtaine d’années depuis le début des symptômes moteurs jusqu’aux stades les plus avancés, lesquels impliquent de lourds handicaps moteurs et cognitifs.

Ses signes cliniques sont de trois types : moteurs, cognitifs et psychiatriques.

### Troubles moteurs[9]
- Chorée : Elle est définie par la World Federation of Neurology comme une « succession de mouvements spontanés excessifs, abrupts, imprévisibles et irréguliers ». Le plus souvent, les malades en seraient inconscients. Au début de la maladie, ces mouvements involontaires peuvent alors être interprétés comme de la nervosité, des tics, de la maladresse. Ils sont exacerbés par la fatigue, le stress, l’état émotionnel. À un stade plus avancé, la chorée peut gagner tout le corps, y compris les muscles respiratoires ou laryngés, provoquant alors dyspnée (difficultés de la respiration), dysarthrie (parole saccadée, de débit irrégulier), troubles de déglutition…
- Autres anomalies motrices : dystonie (mouvements anormaux distincts de la chorée), troubles de la coordination gestuelle, akinésie (difficulté pour déclencher le mouvement), troubles oculomoteurs (par exemple : fermeture des yeux intempestive), impersistance motrice (incapacité à maintenir une position fixe).

La survenue de ces troubles entraîne des difficultés croissantes de la marche (par exemple pour descendre des escaliers) et de l’équilibre.

### Troubles cognitifs[9]
Les troubles cognitifs débutent discrètement. Ils ne commencent pas toujours en même temps que les troubles moteurs, et s’aggravent progressivement pour aboutir, au stade le plus avancé de la maladie, à une démence de type sous-corticale. On appelle ainsi la catégorie de démence qui implique des zones spécifiques du cerveau (substance blanche, ganglions de la base, thalamus et hypothalamus) et qui se retrouve également dans la maladie de Parkinson ou encore dans le syndrome de Korsakoff. Cette démence, d’installation très progressive, se manifeste essentiellement par un ralentissement de la pensée, des troubles de la mémoire, de l’attention (surtout des fonctions exécutives qui sont impliquées dans la réalisation des tâches complexes).

### Symptômes comportementaux et psychiatriques[10]
Une très grande variabilité de troubles psychiatriques peut être rencontrée, la survenue de l’un ou l’autre de ces troubles et leur intensité variant considérablement d’un malade à l’autre, mais aussi en interaction étroite avec la situation dans laquelle il se trouve. Si l’aggravation motrice et cognitive est corrélée à l’évolution de la maladie, ce n’est pas le cas des troubles psychiatriques que l’on peut observer très en amont de la progression, comme la dépression et l’anxiété, pour les voir apparaître ensuite seulement épisodiquement, voire s’estomper dans certains cas.
Les symptômes comportementaux et psychiatriques les plus fréquemment rencontrés sont la dépression, l’irritabilité (avec agressivité selon les cas) et l’apathie.

### Autres symptômes
Troubles métaboliques, susceptibles de provoquer un amaigrissement du malade ; troubles sphinctériens, troubles du sommeil…

## Formes de la maladie de Huntington

### Forme juvénile
La forme juvénile de la maladie de Huntington est rare. Elle commence avant l’âge de 21 ans. Elle correspond à un nombre élevé de répétitions des nucléotides CAG (cytosine, adénine et guanine) qui codent l'acide aminé glutamine (supérieur à 60), dans le cadre du phénomène que l’on appelle « anticipation » en génétique, suivant lequel une augmentation du nombre de codons responsable de la maladie peut survenir au moment de la transmission héréditaire de l’anomalie[réf. nécessaire].
La forme juvénile de la maladie de Huntington donne lieu à des troubles cognitivo-comportementaux, entraînant des difficultés scolaires, et pouvant faire suspecter des pathologies psychiatriques, par exemple une schizophrénie. L’épilepsie est fréquente. L’évolution est plus rapide que dans la forme classique de l’adulte, notamment au niveau de la détérioration cognitive.

### Forme tardive
Les formes tardives débutent après l’âge de 50 ans. Elles correspondent à la présence d’un nombre relativement faible de triplets CAG. Leur évolution est la plupart du temps plus lente que les formes classiques.

## Aspects génétiques[8]
La maladie de Huntington est une maladie génétique et héréditaire dont la transmission est autosomique dominante : il suffit qu’un seul allèle morbide soit présent pour que le phénotype soit transmis. Ce qui a pour conséquence que : 

- les personnes saines ne transmettent pas la maladie (qui ne saute donc pas de génération) ;
- la probabilité pour une personne atteinte de transmettre le gène est de 50 % à chaque conception ; autrement dit une personne dont l’un des parents est atteint a une probabilité de 50 % d’être à son tour affectée.

La maladie de Huntington étant à pénétrance complète, il est admis que le porteur de ce gène développera la maladie au cours de sa vie.

Son gène, Huntingtine (HTT) a été isolé en 1993. Il est situé sur le chromosome 4p16.3 et son rôle est de « coder » une grosse protéine appelée Huntingtine (HTT), laquelle a pour fonction de réguler diverses fonctions cellulaires comme le trafic vésiculaire et la sécrétion de facteurs neurotrophiques comme le BDNF. 

### Causes génétiques de la maladie
L’anomalie génétique qui provoque la maladie de Huntington est une augmentation, supérieure à la normale, de répétition de trois nucléotides (C, A et G – appelé codon ou triplet CAG) au sein du gène HTT (synonymes : IT15), codant la protéine huntingtine,.
En situation normale, ce triplet CAG se répète 20 fois. La maladie de Huntington se développe à partir d’une répétition de CAG de 40 fois au moins.

Répétition de CAG et expression de la maladie, tableau de répartition:
| Nombre de répétitions de CAG | Classification      | Expression de la maladie |
| ---------------------------- | ------------------- | ------------------------ |
| <28                          | Normal              | Non affecté              |
| 28-35                        | Intermédiaire       | Non affecté              |
| 36-40                        | Pénétrance réduite  | Variablement affecté     |
| >40                          | Pénétrance complète | Affecté                  |

Corrélation de l’âge du début de la maladie et du nombre de CAG : on observe que les personnes ayant un nombre de répétitions de CAG supérieur à 60 ont tendance à développer la maladie très tôt (moins de 20 ans). En ce qui concerne les personnes affectées par une répétition de taille inférieure, jusqu’à 55, la corrélation entre le nombre de répétitions de CAG et l’âge des débuts, beaucoup plus faible, ne permet pas de prévoir l’âge de déclenchement de la maladie.

## Aspects anatomiques
La maladie de Huntington cause une atrophie progressive et importante des neurones au niveau des ganglions de la base – zone profonde du cerveau impliquée dans les fonctions motrices, oculomotrices, cognitives et limbiques. Aux stades tardifs, cette atrophie touche tout l’encéphale (qui pèse alors 400 grammes de moins qu’un cerveau moyen de 1 300-1 400 g).

## Les différentes modalités de diagnostics et de tests de la maladie de Huntington

### Le diagnostic
Le diagnostic est évoqué devant des troubles moteurs impliquant les mouvements volontaires et involontaires, des troubles cognitifs ou de l'humeur et une histoire familiale où la maladie est présente. La maladie peut toutefois être absente de l'histoire familiale dans des proportions variables pouvant aller jusqu'à 25 % des cas.

### Diagnostic différentiel
Le diagnostic différentiel doit opérer une distinction entre cette maladie et les différentes maladies se manifestant par une démence héréditaire, ou par des mouvements choréiques, soit :
- Dégénérescence lobaire frontotemporale
- Maladie de Huntington de type 2
- Formes génétiques de la maladie d'Alzheimer
- Maladie de Creutzfeldt-Jakob
- Neuroacanthocytose

### Les différents types de tests et prise en charge psychologique
L’identification du gène responsable de la maladie en 1993 a rendu possible l’élaboration d’un test génétique permettant de déceler la présence de ce gène chez une personne à risque, que cette dernière soit ou non symptomatique.
Ce test consiste en un prélèvement sanguin sur lequel est menée une étude génétique visant à compter le nombre de répétitions de CAG existant sur le locus du gène concerné par la MH. Cette procédure se déroule dans le cadre d’un protocole médical strictement régulé par des équipes agréées et pluridisciplinaires en neurologie et génétique (il existe une quinzaine de centres de dépistage en France).

Il peut être effectué selon trois modalités différentes selon la situation de la personne concernée (personne porteuse de symptômes, membre d'une famille où la MH est présente, couples "à risque" ayant un projet d'enfant).

Le conseil génétique est chargé d'informer et d'aider les personnes qui envisagent de passer les tests génétiques et est devenu un modèle pour d'autres maladies génétiquement dominantes.

Le diagnostic de confirmation pose un diagnostic chez une personne qui est déjà symptomatique. 
Pour les personnes qui ne connaissent pas leur statut génétique avant de contracter la maladie, le diagnostic est habituellement évoqué à partir de l’observation des symptômes caractéristiques présents chez la personne, et confirmé par la mise en évidence de l'anomalie génétique sur le prélèvement sanguin. Dans ce cadre-là, la démarche ne requiert pas une consultation pluridisciplinaire comme pour le diagnostic pré-symptomatique. Cependant, une telle confirmation génétique est loin de représenter une simple formalité, surtout pour les patients qui connaissent leur risque familial et redoutent depuis longtemps d'être un jour atteints par la maladie. Il est donc très important d'éviter toute précipitation, d'accompagner les malades avant et après leur résultat, et de ne pas leur délivrer un diagnostic sans propositions de prise en charge.

Le diagnostic pré-symptomatique concerne une personne qui n’a pas de symptôme mais qui est à risque du fait de la présence de la MH dans la famille.
Que le résultat soit positif ou négatif, le fait de passer le test pré-symptomatique peut avoir des conséquences dramatiques dans la vie de la personne à risque. Un adulte qui apprend soudainement qu’il est à risque peut trouver insupportable de rester dans le doute ou craindre de savoir. Cet état de stress majeur correspond à une étape dans la prise de conscience de la situation, laquelle peut évoluer avec le temps, parvenant à s’atténuer, à mieux s’articuler avec ce qui compose le reste de son existence. C’est pourquoi il convient, avant de prendre toute décision de passer le test, de s’octroyer un long moment de réflexion, notamment soutenu par les équipes spécialisées des protocoles, et éventuellement de différer sa décision afin qu’elle soit prise à un moment qui ne corresponde pas à un état de choc. Les enquêtes montrent qu’une grande majorité de personnes à risque décident de ne pas faire le test : les personnes à risque sont par exemple moins de 10 % à passer le test aux États-Unis, ainsi qu'en Europe, ce refus s'explique par l'absence de traitement et aux conséquences psychologiques liées au dépistage pré-symptomatique. Un risque de suicide lors de l'annonce du résultat existe.
Les risques de décompensation psychique sont moins importants pour les personnes ayant un réseau social plus développé que pour des personnes moins bien insérées. Dès lors, pour prévenir les effets néfastes des tests sur la santé mentale et la qualité de vie mentale, il convient d'accorder une attention particulière aux personnes dont les réseaux sociaux sont limités lorsque le test est envisagé. L'évaluation des attentes liées au résultat du test et à la santé mentale avant de démarrer la procédure de diagnostic peut permettre d'identifier les porteurs de gènes qui risquent de mal faire face à un résultat défavorable. En outre, les impacts négatifs sur la santé mentale d'un résultat favorable sont également importants et nécessitent une prise en charge psychologique qui se prolonge après l'annonce du résultat.

Alternative au diagnostic pré-natal (DPN), le diagnostic préimplantatoire (DPI) s’adresse aux couples dont l'un des membres est « à risque », et qui souhaitent connaître le statut génétique de leurs embryons, obtenus par fécondation in vitro, avant leur implantation. 
Les embryons qui sont porteurs du gène HD ne sont pas implantés. Ce diagnostic s’adresse autant aux personnes à risque qui ont déjà fait le test et qui se savent porteuses, qu’aux personnes qui ne souhaitent pas savoir, pour lesquelles on procède alors par DPI d’exclusion. En France, le DPI est réalisé dans un nombre limité de centres agréés.
Il existe un test de diagnostic beaucoup plus rapide permettant de savoir si le patient est porteur en quelques minutes. La technique est réalisée grâce à un système d’entonnoir qui permet de savoir si les sujets possèdent plus de 40 triplets et d'en connaître la longueur exacte, ce qui est important pour prédire l'apparition de la maladie.

## Soin et prise en charge
Parallèlement à la recherche d'approches curatives, plusieurs stratégies thérapeutiques sont aujourd’hui utilisées pour soulager les symptômes dans le cadre de traitements dits symptomatiques. Une prise en charge multidisciplinaire (neurologue, psychiatre, orthophoniste, kinésithérapeute, aides soignants, etc.), coordonnée et  régulièrement adaptée aux besoins évolutifs de la maladie permet d’améliorer le bien-être du malade.
- Traitement médicamenteux (psychotropes), par le psychiatre et/ou le neurologue. Différents types de médicaments sont proposés au malade, en fonction de ses symptômes et en tenant compte de leurs potentiels effets secondaires :

– pour atténuer les mouvements anormaux, essentiellement des neuroleptiques : Tétrabénazine, Rispéridone, Olanzapine ;
– pour les symptômes dépressifs : Citalopram, Fluoxétine ;
– d’autres psychotropes peuvent être également proposés en contre point, notamment pour réguler l’humeur, l’anxiété, le sommeil, l’appétit, les addictions éventuellement associées.
- Suivi neurologique régulier : pour évaluer l’évolution de la maladie et adapter en permanence les différents soins.
- Suivi neuropsychologique régulier : afin d'évaluer l'avancée des troubles cognitifs tels que les troubles de la mémoire, de l'attention ou encore les troubles exécutifs.
- Suivi orthophonique régulier : pour les troubles de l'articulation et de la voix (dysarthrie), pour les troubles de la déglutition.
- Suivi diététique régulier : pour les difficultés de la dysphagie et mise en place d'une alimentation entérale (si nécessaire).
- Suivi kinésithérapique et psychomoteur régulier : pour les troubles moteurs et de l’équilibre.
- Prise en charge psychosociale : à partir d’un certain développement des troubles, l’intervention de travailleurs sociaux est indispensable pour adapter la situation du malade, l’aider dans sa vie quotidienne à domicile, organiser les soins, etc. Le psychologue est également requis pour évaluer la détresse des malades et de ses proches, et chercher les aménagements à mettre en œuvre pour les soulager.
- Photothérapie précoce de correction des troubles du rythme circadien : il a été observé que les troubles du cycle circadien apparaissent avant les troubles moteurs, et si l'action de la lumière bleue n'enraye pas complètement les problèmes du rythme circadien, on observe un retard significatif dans l'apparition et la progression des troubles moteur[30].

De nature chronique et évolutive, la maladie affecte le bien-être du malade qui peut cependant être soulagé significativement par une prise en charge soutenue et adaptée, permettant des moments de répit. Au contraire, une prise en charge inadaptée, incomplète, interrompue, entraîne immédiatement un surcroît de symptômes. Une aide psychologique peut également être mobilisée pour soutenir les proches. La présence et l’action d’associations de malades et de proches permet enfin de renforcer et de potentialiser l’accompagnement des malades et de leurs proches, ainsi que de dynamiser la recherche thérapeutique. Ces organisations d'entraide, dont la première a été fondée dans les années 1960, augmentent en nombre. Elles travaillent pour accroître la sensibilité du public, pour fournir un soutien aux individus et à leurs familles et pour promouvoir la recherche. Aux États-Unis, ces organisations ont joué un rôle primordial dans la recherche du gène en 1993.

## Pistes thérapeutiques expérimentales
Plusieurs pistes sont explorées. Depuis 1999, des voies de thérapies géniques sont en cours d’exploration et d’expérimentation sur des animaux : chiens (beagles), mouches et souris transgéniques. Ces thérapies cherchent à intervenir très en amont du développement de la maladie, soit pour protéger la protéine altérée par la maladie de manière qu’elle ne soit pas altérée (neuroprotection), soit en visant la « réparation » de la cellule altérée (réparation cellulaire). En particulier, l'inhibition de la production de huntingtine par le ARN antisens serait prometteur. 
En 2015, une équipe de chercheurs menée par Nathalie Cartier-Lacave publie des résultats prometteurs sur un nouveau traitement par thérapie génique qui vise la voie du cholestérol cérébral. 
Dans le cas de la neuroprotection, il s’agit d’empêcher la maladie d’altérer le codage du génome, en utilisant un agent ADN susceptible de la neutraliser. Dans le cas de la réparation cellulaire, il s’agit d’implanter des neurones issus d’embryons humains dans le striatum affecté du malade. Cette approche, qui aurait montré des résultats encourageants, doit cependant faire face à une série de problèmes pratiques et éthiques.
En 2016, une équipe du Grenoble-Institut des neurosciences met en évidence que la protéine huntingtine joue un rôle important au cours du développement cérébral. Elle suggère que « des anomalies seraient présentes dans le cerveau des patients atteints de la maladie de Huntington bien avant l’apparition de leurs premiers symptômes ». 
Le IONIS-HTTRx, est un oligonucléotide antisens se fixant sur l'ARN messager de la huntingtine. Injecté par ponction lombaire, il permet de réduire la quantité de  huntingtine dans le système nerveux des patients. Il faut toutefois être prudent quant à l'interprétation des résultats de l'étude de phase 1. La réduction de la quantité de huntingtine est un critère arbitraire intermédiaire, des résultats sur la morbidité-mortalité ne sont pas encore disponibles. N'oublions pas que la protéine huntingtine a un rôle physiologique important, notamment dans la neurogenèse embryonnaire et adulte.  
Ainsi, la maladie de Huntington n'est pas qu'une maladie neurodégénérative très complexe, il s'agit également d'une maladie neurodéveloppementale. La mise en place des neurones corticaux est affectée dès la phase pré-symptomatique. Les thérapies innovantes devraient en tenir compte.
En 2022, une étude du développement de souriceaux porteurs de la mutation montre que leurs neurones pyramidaux subissent des altérations morphologiques qui perturbent leur capacité à transmettre les signaux électriques vers les synapses. Vingt-et-un jours après leur naissance leur physiologie semble recouvrée, mais les signes de la maladie apparaissent deux semaines plus tard. Les chercheurs ont alors traité des souris d'une semaine avec la molécule CX516, facilitatrice de la transmission nerveuse : non seulement l'activité neuronale et les capacités cognitives reviennent à la normale, mais la maladie ne se développe pas ultérieurement,.

## Personnalités
Certaines personnalités telles que Sophie Daumier, Philippe Bedos (fils de Sophie Daumier) et Woody Guthrie (après sa mère) ont été atteints de la maladie de Huntington,,. La famille de la cinéaste Laetitia Carton est atteinte par la maladie ; la réalisatrice a réalisé en 2009 un film documentaire sur le sujet, La Pieuvre,. C'est également le cas pour la femme peintre indienne Nasreen Mohamedi, qui a continué d'exercer son art jusqu'à son décès malgré cette maladie.

## Littérature et médias

### Littérature
- Le Test. Autobiographie de Jean Baréma (éditions Lattès, 2002). Jean Baréma (nom d'emprunt) raconte la trajectoire qui l'amène à faire le test de dépistage de la maladie.
- 10 ans avant ma mort, par Frédéric B. Récit autobiographique.
- Une chance sur deux. Journal « intime » accompagnant le test présymptomatique de l'auteur.
- (en) Alice Wexler, Mapping Fate – A Memoir of Family, Risk, and Genetic Research, University of California Press, 1995. Retrace l'histoire de la maladie et surtout de la « découverte » du gène en 1993. Document incontournable sur la manière dont une famille a pu saisir les autorités et les chercheurs pour faire progresser la connaissance sur la maladie.
- (en) Alice Wexler, The Woman Who Walked into the Sea. Huntington's and the Making of a Genetic Disease Yale University Press, 2008. Histoire de la maladie et de la manière dont elle a été « découverte » par Georges Huntington, à Long Island, au XIXe siècle.

### Documentaires et fictions au cinéma
- Maudit gène, un documentaire de Anne Georget (2007). La réalisatrice suit le quotidien d'une famille touchée par la maladie et donne la parole à des médecins et chercheurs travaillant sur cette maladie[43].
- La Pieuvre, un documentaire de Laetitia Carton (2009, 1 h 29). Dans la famille de Laetitia, on apprend à grandir et vivre avec la maladie de Huntington[41]. Depuis plus de sept générations, la maladie a emporté beaucoup des membres de sa famille, dont son grand-père et aujourd'hui sa mère. La réalisatrice a grandi avec la peur de la maladie, il existe aujourd’hui un test pour savoir si elle est porteuse du gène.
- Darkness, un film de Jaume Balaguero (2002). Le personnage principal est atteint du syndrome de Huntington.
- La Vallée des poupées, un film de Mark Robson (1967), dont l'un des personnages principaux est atteint du syndrome de Huntington.

### Fictions télévisées
- Dr House. Le Dr Remy Hadley alias Numéro Treize, personnage apparu à partir de la saison 4, voit sa mère et son frère atteints de la maladie. Elle effectue le test en fin de saison. Celui-ci s'étant révélé positif, elle fait face à sa maladie dans la saison 5 en effectuant des tests cliniques avec le docteur Eric Foreman afin d'en déterminer l'évolution. Dans la saison 7, House se propose pour l'aider « à la fin » (suicide assisté).
- Scrubs. Une des patientes du Dr Dorian (Zach Braff), dans le dernier épisode de la saison 8, est emmenée à l'hôpital par son voisin et montre des signes de démence visant son fils Dan, qu'elle ne reconnaît plus. Dan décide quant à lui de ne pas faire les tests de dépistage pour la maladie lorsqu'on lui annonce les symptômes et les évolutions de la maladie.
- Urgences. Le Dr Mark Greene découvre que le patient de Jin Mae Chen, appelé Walters, souffre de cette maladie. (saison 6 épisode 17)
- Grey's Anatomy, saison 7 épisode 4. Une patiente dont la mère est morte de la maladie doit subir une intervention chirurgicale. Elle sait qu'elle a le gène de la maladie et est victime d'un premier symptôme : un tremblement incontrôlé de la main droite.
- Private Practice, saison 1 épisode 6. Une patiente cherche à savoir si elle possède cette maladie en faisant des tests à l'Ocean Wellness grâce à l'aide du médecin Addison Montgomery (Kate Walsh).
- Quatre filles et un jean, de Ann Brashares. Une des quatre filles, Tibby en est atteinte et succombe.
- Breaking Bad, saison 4 épisode 10. Walter White rappelle à son fils Walter White Jr que son propre père était atteint de la chorée de Huntington.
- Philharmonia. Une cheffe d'orchestre, Hélène Barizet, appartient à une famille atteinte, de mère en fille, par la maladie de Huntington.
- Wanted[44], série télévisée australienne. Chelsea Babbage, l'une des deux héroïnes de la série, dont la mère est morte de la maladie de Huntington, en ressent les premiers symptômes. Elle est testée positive.
- Revenge. Conrad Grayson est atteint de cette maladie à partir de la saison 3.
- Salvation, série télévisée américaine, un des protagonistes principaux, Darius Tanz porte le gène de la maladie et est donc refusé à bord de l’arche destinée à sauver l’humanité.
- Everwood saison 3. Hannah, une adolescente dont le père est en phase terminale de cette maladie, ne veut pas passer le test qui lui permettrait de savoir si elle est atteinte ou pas.
- ZeroZeroZero. Chris Lynwood est atteint de la maladie qui lui a été transmise par sa mère. Il participe même à un groupe de parole.
- Biohackers, série télévisée allemande, saison 1 épisode 3. Jasper, un des personnages majeurs de la série, est atteint de la maladie.
- Virgin River saison 4 épisode 12. Denny, jeune adulte venant d'arriver à Virgin River pour retrouver son grand-père, est atteint de la maladie.
- The Rookie, saison 2, épisode 15. Rachel, petite amie de Tim Bradford est sans doute atteinte de la maladie, comme son père, sa tante et son grand-père.
- Caronte (es), une série télévisée espagnole. Dans l'épisode 7 de la saison 1, l'avocate Marta Pelayo s'apprête à défendre Cleo Torres, accusée d'avoir aidé sa sœur atteinte d'une maladie dégénérative à se suicider.
- HPI, saison 3, épisode 2. L'un des suspects de l'enquête surveille deux personnes n'ayant à première vue aucun lien entre elles. Il s'avère que ces deux personnes sont atteintes de cette maladie.

### Jeux  vidéo
- Dans le jeu Batman: Arkham Origins (plus précisément dans son DLC Cold Cold Heart, on apprend que Nora Fries, la femme de Mr. Freeze, est atteinte de la chorée de Huntington.